# 2021 en handball
| Années du handball : 2018 - 2019 - 2020 - 2021 - 2022 - 2023 - 2024    |
| Décennies du handball : 1990 - 2000 - 2010 - 2020 - 2030 - 2040 - 2050 |

Cet article présente les faits marquants de l'année 2021 en handball.

## Par dates
- Du 13 au 31 janvier : 27e édition du Championnat du monde masculin en Égypte (cf. ci-dessous).
- 21 février : le champion olympique et entraîneur croate Zlatko Saračević décède des suites d'une crise cardiaque.
- 26 février : l'international portugais Alfredo Quintana décède, cinq jours après avoir été victime d'un arrêt cardiaque à l'entraînement.
- 30 mai : le club norvégien du Vipers Kristiansand s'impose en finale de la Ligue des champions féminine de l'EHF 2020-2021 34 à 28 face au Brest Bretagne Handball qui est le premier club français à atteindre ce stade de la compétition.
- 13 juin : vainqueur de l'Aalborg Håndbold en finale de la Ligue des champions 36 à 23, le FC Barcelone remporte son dixième titre dans la compétition.
- 23 juillet au 8 août 2021 : initialement planifiés du 24 juillet au 9 août 2020, les Jeux olympiques de Tokyo ont été reportés en 2021 à cause de la Pandémie de Covid-19 (cf. ci-dessous).
- Du 2 au 19 décembre : 25e édition du Championnat du monde féminin en Espagne (cf. ci-dessous).

## Par compétitions

### Championnat du monde masculin
La 27e édition du Championnat du monde masculin de handball se déroule du 13 au 31 janvier 2021 en Égypte. 
Dans une compétition perturbée par la pandémie de Covid-19, le Danemark parvient à conserver son premier titre mondial acquis en 2019. Bien qu'elle ait été privée de plusieurs joueurs cadres, la Suède parvient à atteindre la finale, 20 ans après sa dernière médaille mondiale. L'Espagne, double Championne d'Europe en titre, remporte la médaille de bronze aux dépens de la France.
| Statistiques et récompenses - Meilleur joueur : Mikkel Hansen - Meilleur buteur : Frankis Marzo, Qatar, 58 buts Équipe type - Meilleur joueur : Mikkel Hansen - Meilleur gardien de but : Andreas Palicka - Meilleur ailier droit : Ferrán Solé - Meilleur arrière droit : Mathias Gidsel - Meilleur demi-centre : Jim Gottfridsson - Meilleur pivot : Ludovic Fabregas - Meilleur arrière gauche : Mikkel Hansen - Meilleur ailier gauche : Hampus Wanne - Meilleur défenseur : non décerné | \| \| Danemark \| \| \| Médaille d'or, Jeux olympiques \| \| Suède \| \| \| Médaille d'argent, Jeux olympiques \| Espagne \| \| Médaille d'argent, Jeux olympiques \| Médaille de bronze, Jeux olympiques \| |
| | Danemark |
| | Médaille d'or, Jeux olympiques |
| Suède | |
| Médaille d'argent, Jeux olympiques | Espagne |
| Médaille d'argent, Jeux olympiques | Médaille de bronze, Jeux olympiques |

### Jeux olympiques
Comme l'ensemble des Jeux olympiques, les tournois de handball, initialement prévus en juillet et août 2020 à Tokyo, ont été reportés d'un an à cause de la pandémie de Covid-19 et se sont tenus du 24 juillet au 8 août 2021.
Pour la troisième fois après l'URSS en 1976 puis la Yougoslavie en 1984, les équipes de France masculine et féminine réalisent le doublé en remportant les tournois masculin et féminin. Les deux équipes ont pris leur revanche par rapport à 2016 en s'imposant face aux tenants du titre, respectivement les Danois (25-23) et les Russes (30-24). L'Espagne chez les hommes et la Norvège chez les femmes complètent le podium.
Tournoi masculin
| Statistique et récompenses - Meilleur joueur (MVP) : Mathias Gidsel ( Danemark) - meilleur buteur : Mikkel Hansen, 61 buts - Meilleur gardien de but : Vincent Gérard ( France) - Meilleur ailier gauche : Hugo Descat ( France) - Meilleur arrière gauche : Mikkel Hansen ( Danemark) - Meilleur demi-centre : Nedim Remili ( France) - Meilleur pivot : Ludovic Fabregas ( France) - Meilleur arrière droit : Yahia Omar ( Égypte) - Meilleur ailier droit : Aleix Gómez ( Espagne) | \| \| France \| \| \| Médaille d'or, Jeux olympiques \| \| Danemark \| \| \| Médaille d'argent, Jeux olympiques \| Espagne \| \| Médaille d'argent, Jeux olympiques \| Médaille de bronze, Jeux olympiques \| |
| | France |
| | Médaille d'or, Jeux olympiques |
| Danemark | |
| Médaille d'argent, Jeux olympiques | Espagne |
| Médaille d'argent, Jeux olympiques | Médaille de bronze, Jeux olympiques |

Tournoi féminin
| Statistique et récompenses - Meilleure joueuse (MVP) : Anna Viakhireva ( Russie) - meilleure buteuse : Nora Mørk, 52 buts - Meilleure gardienne de but : Katrine Lunde ( Norvège) - Meilleure ailière gauche : Polina Kouznetsova ( Russie) - Meilleure arrière gauche : Jamina Roberts ( Suède) - Meilleure demi-centre : Grâce Zaadi ( France) - Meilleure pivot : Pauletta Foppa ( France) - Meilleure arrière droite : Anna Viakhireva ( Russie) - Meilleure ailière droite : Laura Flippes ( France) | \| \| France \| \| \| Médaille d'or, Jeux olympiques \| \| ROC \| \| \| Médaille d'argent, Jeux olympiques \| Norvège \| \| Médaille d'argent, Jeux olympiques \| Médaille de bronze, Jeux olympiques \| |
| | France |
| | Médaille d'or, Jeux olympiques |
| ROC | |
| Médaille d'argent, Jeux olympiques | Norvège |
| Médaille d'argent, Jeux olympiques | Médaille de bronze, Jeux olympiques |

### Championnat du monde féminin
La 25e édition du Championnat du monde féminin de handball se déroule du 1er au 19 décembre 2021 en Espagne. Les Néerlandaises remettent titre en jeu.
La Norvège remporte son quatrième titre dans la compétition en battant en finale la France qui ne sera pas parvenue à réaliser le doublé après le titre olympique remporté 4 mois plus tôt. Grâce à sa victoire face au pays hôte espagnol, le Danemark glane sa première médaille, en bronze donc, depuis 2013.
| Statistiques et récompenses - Meilleur joueuse : Kari Brattset, Norvège - Meilleure marqueuse : Nathalie Hagman, Suède, 71 buts Équipe type - Meilleure gardienne de but : Sandra Toft, Danemark - Meilleure ailière gauche : Coralie Lassource, France - Meilleure arrière gauche : Henny Reistad, Norvège - Meilleure demi-centre : Grâce Zaadi, France - Meilleure pivot : Pauletta Foppa, France - Meilleure arrière droite : Nora Mørk, Norvège - Meilleure ailière droite : Carmen Martín, Espagne | \| \| Norvège \| \| \| Médaille d'or, monde \| \| France \| \| \| Médaille d'argent, monde \| Danemark \| \| Médaille d'argent, monde \| Médaille de bronze, monde \| |
| | Norvège |
| | Médaille d'or, monde |
| France | |
| Médaille d'argent, monde | Danemark |
| Médaille d'argent, monde | Médaille de bronze, monde |

## Meilleurs handballeurs de l'année 2021
Après une année 2020 fortement perturbée par la pandémie de Covid-19, conduisant à arrêter pratiquement toutes les compétitions pendant plusieurs mois en 2020, l'année 2021 est marquée par deux compétitions majeures, les Jeux olympiques de Tokyo reportés de 2020 et le Championnat du monde masculin ou féminin auxquels s'ajoutent les Coupes d'Europe et les compétitions nationales.
C'est ainsi que la liste des nommés à l'élection des meilleurs handballeurs de l'année 2021 a été décidée en début d'année 2022 par un groupe d'experts, composé des meilleurs entraîneurs d'équipes nationales et d'experts de l'IHF. Le vote des supporters se déroule du lundi 7 mars au dimanche 27 mars 2022. Les résultats sont dévoilés le lendemain et ont vu la domination du handball danois qui a remporté les quatre titres mis en jeu, : le gardien de but Niklas Landin Jacobsen, la gardienne de but Sandra Toft et les entraîneurs Nikolaj Bredahl Jacobsen (équipe masculine) et Jesper Jensen (équipe féminine).

### Meilleur joueur
Chez les hommes, représentant quatre pays et ayant connu de nombreux succès en club et en équipe nationale en 2021, les nommés masculins sont :
- Alex Dujshebaev : la star espagnole de 29 ans atteint le sommet de sa carrière et a été tout simplement sensationnelle, en particulier dans le temps d'embrayage, lorsqu'il a essentiellement repris l'attaque de l'Espagne que ce soit lors du Championnat du monde (34 buts) ou aux JO de Tokyo (18 de ses 29 buts ont été marqués lors des secondes mi-temps), Dujshebaev a eu un rôle décisif dans les deux médailles de bronze remportées par l'Espagne. En club, s'il a à nouveau remporte le titre de champion de Pologne avec Kielce, ses 93 buts en Ligue des champions n'ont pas suffi pour permettre au club de se qualifier pour le Final.
- Ludovic Fabregas : évoluant sur un poste de pivot de plus en plus crucial dans le handball moderne, Fabregas évolue au plus haut niveau en étant à la fois attaquant efficace et un très bon défenseur. Avec la France, il termine quatrième du Mondial en Égypte puis est devenu champion olympique pour la première fois de sa carrière, étant les deux fois élu meilleur pivot de la compétition. En club, il a également été élu dans l'équipe-type en Ligue des champions (pour la dixième victoire du Barça) et en championnat, le club ayant remporté toutes les compétitions dans lesquelles il était engagé à l'exception de la Coupe du monde des clubs.
- Mathias Gidsel : alors qu'il ne connait sa première sélection avec le Danemark que fin 2020, il est la grande révélation du championnat du monde 2021 où il joue un rôle décisif dans la victoire danoise après avoir marqué 39 buts. Six mois plus tard, si Gidsel a raté le titre olympique d'un cheveu, sa polyvalence et ses 46 buts avec une efficacité de tir exceptionnelle (pour un arrière) de 81 %, il est élu meilleur joueur olympique.
- Jim Gottfridsson : avec ses tirs puissants et ses passes créatives, Gottfridsson est actuellement l'un des meilleurs demi-centre actuels. Finaliste du Mondial 2021, Gottfridsson y est élu dans l'équipe-type. Au niveau des clubs, il a été nommé MVP de la Bundesliga, terminant meilleur passeur avec 210 passes décisives et 15e du classement meilleur buteur avec 177 buts marqués.
- Niklas Landin Jacobsen : l'élection n'ayant pas eu lieu en 2020, Landin pourrait être le premier joueur de l'histoire à remporter le titre de joueur mondial masculin de l'année de l'IHF deux fois de suite. Landin a connu une excellente année 2021, remportant la médaille d'or au Championnat du monde, ayant arrêté 64 tirs pour une efficacité de 30% et étant crucial en quart de finale contre l'Égypte, où il a arrêté les tirs d'Ahmad Elahmar et Ali Zein lors de la séance de tirs au but qui a permis au Danemark de se qualifier pour les demi-finales. Le tireur danois a également remporté la médaille d'argent aux Jeux olympiques de Tokyo et a remporté la Bundesliga avec Kiel.

Les résultats sont :
| Rang | Joueur                 | Nationalité | Club(s)                | Poste          | Votes   | Élu en |
| ---- | ---------------------- | ----------- | ---------------------- | -------------- | ------- | ------ |
| 1    | Niklas Landin Jacobsen | Danemark    | THW Kiel               | Gardien de but | 24,12 % | 2019   |
| 2    | Jim Gottfridsson       | Suède       | SG Flensburg-Handewitt | Demi-centre    | 23,87 % | -      |
| ?    | Alex Dujshebaev        | Espagne     | KS Kielce              | Arrière droit  | .. %    | -      |
| ?    | Ludovic Fabregas       | France      | FC Barcelone           | Pivot          | .. %    | -      |
| ?    | Mathias Gidsel         | Danemark    | GOG Håndbold           | Arrière droit  | .. %    | -      |

### Meilleure joueuse
Chez les femmes, deux nations (la France et la Norvège) et deux clubs (Brest et Győr) présentent chacun deux joueuses :
- Kari Brattset : si la pivot de 31 ans n'a fait ses débuts dans l'équipe nationale de Norvège qu'en 2016, elle tient aujourd'hui un rôle crucial à la fois en attaque et en défense pour la Norvège, clôturant l'année 2021 avec une médaille d'or et un titre de meilleure joueuse au Championnat du monde 2021. Deuxième meilleure buteuse de son équipe dans la compétition avec 38 buts sur 46 tirs, son importance a été dûment soulignée en défense, où Brattset a été l'ingrédient clé du premier titre mondial de la Norvège depuis 2015 tout comme lors de la médaille de bronze remportée aux Jeux olympiques de Tokyo. Si Győr reste l'un des tous meilleurs clubs européens, il s'est incliné en finale du Championnat national et a été battu en demi-finale de la Ligue des champions.
- Pauletta Foppa : plus jeune des cinq nommées, Foppa n'a cessé de s'améliorer et est devenue l'une des forces les plus dominantes du handball. En 2018, elle est recrutée par le Brest Bretagne Handball puis connait sa première sélection en Équipe de France, devenant championne d'Europe avant ses 18 ans. Continuant sa progression, la saison 2020-2021 avec le Brest Bretagne Handball est marquée par le doublé Championnat-Coupe de France et la finale de la Ligue des champions, une première pour un club français. A titre individuel, elle est d'ailleurs élue meilleure pivot de la compétition, distinction également reçue aux Jeux olympiques de 2020, où la France remporte son premier titre olympique, et au Championnat du monde 2021, terminé avec une médaille d'argent.
- Stine Bredal Oftedal : après la Hongroise Bojana Radulovics et la Roumaine Cristina Neagu, la demi-centre norvégienne Stine Bredal Oftedal peut devenir la troisième joueuse à obtenir au moins deux fois la prestigieuse distinction après 2019. Oftedal possède un talent indéniable pour créer des occasions et développer les attaques de son équipe, tant au niveau du club que pour l'équipe nationale. En remportant en 2021 le bronze aux JO puis l'or au Mondial, Oftedal a complété son impressionnante collection de médailles, portant son total à 11 dans les tournois majeurs. Si comme pour Brattset, la saison 2020/2021 avec Győr a été plus compliquée que les précédentes, Oftedal a élue pour la troisième fois consécutive meilleure demi-centre de la Ligue des champions.
- Sandra Toft : la gardienne de but danoise a été l'une des gardiennes les plus régulières de ces dernières années et, pourrait écrire l'histoire du handball féminin en devenant la première gardienne de but à remporter le titre de joueuse de l'année. 2021 a été une année marquante pour Toft qui a remporté sa première médaille lors d'un tournoi majeur avec le Danemark, le bronze au Championnat du monde. Réalisant le plus grand nombre d'arrêts (80) avec un pourcentage d'arrêts exceptionnel de 43 % et élue pour la première fois dans l'équipe-type d'un championnat majeur, elle a été décisive. Avec Brest, elle a comme Foppa réalisé le doublé Championnat-Coupe de France et atteint la finale de la Ligue des champions.
- Grâce Zaadi : après la distinction remportée par Allison Pineau en 2009, c'est une autre demi-centre qui lui a succédé avec "Les Bleues" : Grâce Zaadi a aidé la France à remporter sa toute première médaille d'or aux Jeux olympiques puis une médaille d'argent au Mondial 2021, étant les deux fois élue dans l'équipe-type de la compétition. Avec Rostov, elle réalise le doublé Championnat-Coupe de Russie tandis qu'en Ligue des champions, ses 72 buts n'ont pas suffi pour passer les quarts de finale face au Vipers Kristiansand, futur vainqueur.

Les résultats sont :
| Rang | Joueuse              | Nationalité | Club(s)                 | Poste            | Votes   | Élue en |
| ---- | -------------------- | ----------- | ----------------------- | ---------------- | ------- | ------- |
| 1    | Sandra Toft          | Danemark    | Brest Bretagne Handball | Gardienne de but | 30,96 % | -       |
| ?    | Kari Brattset        | Norvège     | Győri ETO KC            | Pivot            | .. %    | -       |
| ?    | Pauletta Foppa       | France      | Brest Bretagne Handball | Pivot            | .. %    | -       |
| ?    | Stine Bredal Oftedal | Norvège     | Győri ETO KC            | Demi-centre      | .. %    | 2019    |
| ?    | Grâce Zaadi          | France      | Rostov-Don              | Demi-centre      | .. %    | -       |

### Meilleur entraîneur d'une équipe masculine
La liste des nommés à l'élection du meilleur entraîneur d'une équipe masculine a été dévoilée le 1er mars 2022,. Les résultats sont :
| Rang | Entraîneur               | Nationalité | Équipe(s) entraînée(s)                     | Votes  | Élu en |
| ---- | ------------------------ | ----------- | ------------------------------------------ | ------ | ------ |
| 1    | Nikolaj Bredahl Jacobsen | Danemark    | Danemark                                   | 51,2 % | 2019   |
| ?    | Roberto García Parrondo  | Espagne     | Égypte, MT Melsungen (à partir de juillet) | ?      | -      |
| ?    | Guillaume Gille          | France      | France                                     | ?      | -      |
| ?    | Xavier Pascual Fuertes   | Espagne     | Barcelone puis Bucarest et Roumanie        | ?      | -      |
| ?    | Jordi Ribera             | Espagne     | Espagne                                    | ?      | -      |

### Meilleur entraîneur d'une équipe féminine
La liste des nommés à l'élection du meilleur entraîneur d'une équipe féminine a été dévoilée le 2 mars 2022. Les résultats sont :
| Rang | Entraîneur          | Nationalité | Équipe(s) entraînée(s) | Votes  | Élu en                       |
| ---- | ------------------- | ----------- | ---------------------- | ------ | ---------------------------- |
| 1    | Jesper Jensen       | Danemark    | Danemark, Team Esbjerg | 35,4 % | -                            |
| ?    | Ole Gustav Gjekstad | Norvège     | Vipers Kristiansand    | ?      | -                            |
| ?    | Þórir Hergeirsson   | Islande     | Norvège                | ?      | 2011, 2012, 2014, 2015, 2016 |
| ?    | Olivier Krumbholz   | France      | France                 | ?      | 2010, 2018                   |
| ?    | Ambros Martín       | Espagne     | Győri ETO KC           | ?      | -                            |

## Bilan de la saison 2020-2021 en club

### Coupes d'Europe (clubs)
| Compétition              | Vainqueur     | Finaliste        | Score   |
| ------------------------ | ------------- | ---------------- | ------- |
| Ligue des champions (C1) | FC Barcelone  | Aalborg Håndbold | 36 – 23 |
| Ligue européenne (C3)    | SC Magdebourg | Füchse Berlin    | 28 – 25 |
| Coupe européenne (C4)    | AEK Athènes   | Ystads IF        | 54 – 46 |

| Compétition              | Vainqueur            | Finaliste               | Score   |
| ------------------------ | -------------------- | ----------------------- | ------- |
| Ligue des champions (C1) | Vipers Kristiansand  | Brest Bretagne Handball | 34 – 28 |
| Ligue européenne (C3)    | Nantes Atlantique HB | Siófok KC               | 36 – 31 |
| Coupe européenne (C4)    | CBF Málaga           | Lokomotiva Zagreb       | 60 – 59 |

### Championnats européens
La liste des champions nationaux est
| Rang EHF | Championnat       | Vainqueur             |
| -------- | ----------------- | --------------------- |
| 1        | Allemagne         | THW Kiel              |
| 2        | France            | Paris Saint-Germain   |
| 3        | Espagne           | FC Barcelone          |
| 4        | Macédoine du Nord | Vardar Skopje         |
| 5        | Hongrie           | SC Pick Szeged        |
| 6        | Pologne           | KS Kielce             |
| 7        | Danemark          | Aalborg Håndbold      |
| 8        | Portugal          | FC Porto              |
| 9        | Croatie           | RK Zagreb             |
| 10       | Roumanie          | Dinamo Bucarest       |
| 11       | Biélorussie       | HC Meshkov Brest      |
| 12       | Slovénie          | Gorenje Velenje       |
| 13       | Suède             | IK Sävehof            |
| 14       | Ukraine           | HC Motor Zaporijjia   |
| 15       | Suisse            | Pfadi Winterthur      |
| 16       | Norvège           | Elverum Handball      |
| 17       | Slovaquie         | HT Tatran Prešov      |
| 18       | Russie            | Medvedi Tchekhov      |
| 19       | Finlande          | Riihimäen Cocks       |
| 20       | Autriche          | Alpla HC Hard         |
| 21       | Turquie           | Spor Toto SK          |
| 22       | Belgique          | non attribué          |
| 23       | Tchéquie          | Talent MAT Plzeň      |
| 24       | Islande           | Valur Reykjavík       |
| 24       | Israël            | Maccabi Rishon LeZion |
| 26       | Grèce             | AEK Athènes           |
| 27       | Serbie            | RK Vojvodina Novi Sad |
| 28       | Luxembourg        | Handball Esch         |
| 29       | Pays-Bas          | HV Aalsmeer           |
| 30       | Kosovo            | KH BESA Famiglia (en) |
| 31       | Bosnie-Herz.      | RK Izviđač Ljubuški   |

| Rang EHF | Championnat       | Vainqueur                |
| -------- | ----------------- | ------------------------ |
| 1        | Hongrie           | Ferencváros TC           |
| 2        | Russie            | CSKA Moscou              |
| 3        | Danemark          | Odense Håndbold          |
| 4        | Roumanie          | CSM Bucarest             |
| 5        | France            | Brest Bretagne Handball  |
| 6        | Norvège           | Vipers Kristiansand      |
| 7        | Monténégro        | ŽRK Budućnost Podgorica  |
| 8        | Allemagne         | Borussia Dortmund        |
| 9        | Croatie           | ŽRK Podravka Koprivnica  |
| 10       | Suède             | Skuru IK                 |
| 11       | Slovénie          | RK Krim                  |
| 12       | Tchéquie          | DHK Banik Most           |
| 13       | Pologne           | MKS Zagłębie Lubin       |
| 14       | Turquie           | Kastamonu Belediyesi GSK |
| 15       | Macédoine du Nord | ŽRK Kumanovo (en)        |
| 16       | Espagne           | BM Bera Bera             |
| 17       | Biélorussie       | BNTU Minsk               |
| 18       | Serbie            | ŽORK Jagodina            |
| 19       | Autriche          | Hypo Niederösterreich    |
| 20       | Italie            | PDO Salerno              |
| 21       | Grèce             | PAOK Salonique           |
| 22       | Suisse            | LK Zug Handball          |
| 23       | Slovaquie         | Iuventa Michalovce       |
| 24       | Pays-Bas          | HV Quintus               |
| 25       | Azerbaïdjan       |                          |
| 26       | Ukraine           | SC Galytchanka Lviv      |
| 27       | Chypre            | AS Latsiá Nicosie (en)   |
| 27       | Finlande          | Dicken (fi)              |
| 27       | Islande           | KA/Þór (en)              |
| 27       | Israël            | Maccabi Rishon LeZion    |
| 27       | Kosovo            | KHF Vushtrria            |

#### Saison 2020-2021 en France
| Compétition           | Vainqueur                                  | Second                                     | Score                                      |
| --------------------- | ------------------------------------------ | ------------------------------------------ | ------------------------------------------ |
| Championnat de France | Paris Saint-Germain                        | Montpellier Handball                       | /                                          |
| Coupe de France       | Paris Saint-Germain                        | Montpellier Handball                       | 30 - 26                                    |
| Coupe de la Ligue     | Annulée à cause de la pandémie de Covid-19 | Annulée à cause de la pandémie de Covid-19 | Annulée à cause de la pandémie de Covid-19 |
| Trophée des champions | Annulé à cause de la pandémie de Covid-19  | Annulé à cause de la pandémie de Covid-19  | Annulé à cause de la pandémie de Covid-19  |

| Compétition           | Vainqueur               | Second               | Score   |
| --------------------- | ----------------------- | -------------------- | ------- |
| Championnat de France | Brest Bretagne Handball | Metz Handball        | 53 - 53 |
| Coupe de France       | Brest Bretagne Handball | Nantes Atlantique HB | 37 - 33 |

#### Saison 2020-2021 en Allemagne
| Compétition             | Vainqueur | Second                 | Score   |
| ----------------------- | --------- | ---------------------- | ------- |
| Championnat d'Allemagne | THW Kiel  | SG Flensburg-Handewitt | /       |
| Coupe d'Allemagne 2020  | TBV Lemgo | MT Melsungen           | 28 – 24 |
| Supercoupe              | THW Kiel  | SG Flensburg-Handewitt | 28 - 24 |

#### Saison 2020-2021 en Espagne
| Compétition           | Vainqueur    | Second       | Score   |
| --------------------- | ------------ | ------------ | ------- |
| Championnat d'Espagne | FC Barcelone | Bidasoa Irún | /       |
| Coupe ASOBAL          | FC Barcelone | BM Sinfín    | 33 – 23 |
| Coupe du Roi          | FC Barcelone | Ademar León  | 35 – 27 |
| Supercoupe            | FC Barcelone | BM Benidorm  | 38 – 18 |

1. ↑  La Coupe d'Allemagne 2019/20 a été interrompue à cause de la pandémie de Covid-19 : la finale à quatre a été reportée sur la saison 2020/21 et la Coupe d'Allemagne 2020/21 n'a pas été disputée.
2. 1 2  Ces compétitions se sont intégralement déroulées en 2020.

À noter que le FC Barcelone a remporté les 60 matchs qu'il a disputés cette saison (40 lors des compétitions nationales et 20 en Ligue des champions), en excluant le Final Four de la Ligue des champions 2020-2021 joué en décembre 2021.

## Principaux transferts de l'intersaison 2021
Une liste non-exhaustive des transferts ayant eu lieu à l'intersaison est :
| Nat. | Joueur                  | Champ. | Club 2020-2021          | Champ.          | Club 2021-2022                |
| ---- | ----------------------- | ------ | ----------------------- | --------------- | ----------------------------- |
|      | Luc Abalo               |        | Elverum Handball        |                 | Zeekstar Tokyo                |
|      | Patrice Annonay         |        | Tremblay-en-France HB   | fin de carrière | fin de carrière               |
|      | Torbjørn Bergerud       |        | SG Flensburg-Handewitt  |                 | GOG Håndbold                  |
|      | Kristian Bjørnsen       |        | HSG Wetzlar             |                 | Aalborg Håndbold              |
|      | Alexander Blonz         |        | Elverum Handball        |                 | SC Pick Szeged                |
|      | Alexis Borges           |        | Montpellier Handball    |                 | Benfica Lisbonne              |
|      | Vuko Borozan            |        | Veszprém KSE            |                 | Al Arabi SC                   |
|      | Joan Cañellas           |        | SC Pick Szeged          |                 | Kadetten Schaffhouse          |
|      | Ivan Čupić              |        | Vardar Skopje           |                 | RK Zagreb                     |
|      | Christian Dissinger     |        | Vardar Skopje           |                 | Dinamo Bucarest               |
|      | Jure Dolenec            |        | FC Barcelone            |                 | Limoges Handball              |
|      | Anders Eggert           |        | Skjern Håndbold         | fin de carrière | fin de carrière               |
|      | Raúl Entrerríos         |        | FC Barcelone            | fin de carrière | fin de carrière               |
|      | Rock Feliho             |        | HBC Nantes              | fin de carrière | fin de carrière               |
|      | Ángel Fernández Pérez   |        | KS Kielce               |                 | FC Barcelone                  |
|      | Jakov Gojun             |        | Füchse Berlin           |                 | RK Zagreb                     |
|      | André Gomes             |        | FC Porto                |                 | MT Melsungen                  |
|      | Eduardo Gurbindo        |        | HBC Nantes              |                 | Vardar Skopje Dinamo Bucarest |
|      | Filip Ivić              |        | RK Celje                |                 | RK Zagreb                     |
|      | Emil Jakobsen           |        | GOG Håndbold            |                 | SG Flensburg-Handewitt        |
|      | Magnus Jøndal           |        | SG Flensburg-Handewitt  | fin de carrière | fin de carrière               |
|      | Vid Kavtičnik           |        | USAM Nîmes              | fin de carrière | fin de carrière               |
|      | Romain Lagarde          |        | Rhein-Neckar Löwen      |                 | Pays d'Aix UC                 |
|      | Julien Meyer            |        | Chambéry Savoie MB HB   |                 | C' Chartres MHB               |
|      | Kevin Møller            |        | FC Barcelone            |                 | SG Flensburg-Handewitt        |
|      | Rogério Moraes Ferreira |        | Veszprém KSE            |                 | Benfica Lisbonne              |
|      | Viran Morros            |        | Paris Saint-Germain     |                 | Füchse Berlin                 |
|      | Željko Musa             |        | SC Magdebourg           |                 | RK Zagreb                     |
|      | Bjarte Myrhol           |        | Skjern Håndbold         | fin de carrière | fin de carrière               |
|      | Dylan Nahi              |        | Paris Saint-Germain     |                 | KS Kielce                     |
|      | Jesper Nielsen          |        | Rhein-Neckar Löwen      |                 | Aalborg Håndbold              |
|      | Jesper Nøddesbo         |        | Bjerringbro-Silkeborg   | fin de carrière | fin de carrière               |
|      | Kévynn Nyokas           |        | Benfica Lisbonne        |                 | Metalurg Skopje Vardar Skopje |
|      | Olivier Nyokas          |        | HBC Nantes              |                 | Metalurg Skopje Vardar Skopje |
|      | Aron Pálmarsson         |        | FC Barcelone            |                 | Aalborg Håndbold              |
|      | Marko Panić             |        | HC Meshkov Brest        |                 | Montpellier Handball          |
|      | Fredric Pettersson      |        | Montpellier Handball    |                 | Fenix Toulouse Handball       |
|      | Melvyn Richardson       |        | Montpellier Handball    |                 | FC Barcelone                  |
|      | Sebastian Skube         |        | Bjerringbro-Silkeborg   |                 | Chambéry Savoie MB HB         |
|      | Cédric Sorhaindo        |        | FC Barcelone            |                 | Dinamo Bucarest               |
|      | Luc Steins *            |        | Fenix Toulouse Handball |                 | Paris Saint-Germain           |
|      | Jerry Tollbring         |        | Rhein-Neckar Löwen      |                 | GOG Håndbold                  |
|      | Kent Robin Tønnesen     |        | Veszprém KSE            |                 | SC Pick Szeged                |
|      | Jonas Truchanovičius    |        | Montpellier Handball    |                 | HC Motor Zaporijjia           |
|      | Ali Zein                |        | Al Sharjah              |                 | FC Barcelone                  |

 * Transfert définitif
| Nat. | Joueuse                | Champ. | Club 2020-2021          | Champ.          | Club 2021-2022          |
| ---- | ---------------------- | ------ | ----------------------- | --------------- | ----------------------- |
|      | Eduarda Amorim         |        | Győri ETO KC            |                 | Rostov-Don              |
|      | Bárbara Arenhart       |        | Budućnost Podgorica     |                 | RK Krim                 |
|      | Malin Aune             |        | Vipers Kristiansand     |                 | CSM Bucarest            |
|      | Camille Ayglon-Saurina |        | Nantes Atlantique HB    | fin de carrière | fin de carrière         |
|      | Dragana Cvijić         |        | CSM Bucarest            |                 | RK Krim                 |
|      | Blandine Dancette      |        | Nantes Atlantique HB    | fin de carrière | fin de carrière         |
|      | Béatrice Edwige        |        | Győri ETO KC            |                 | Rostov-Don              |
|      | Helene Fauske          |        | Herning-Ikast Håndbold  |                 | Brest Bretagne Handball |
|      | Lara González          |        | ES Besançon             |                 | Paris 92                |
|      | Anita Görbicz          |        | Győri ETO KC            | fin de carrière | fin de carrière         |
|      | Ana Gros               |        | Brest Bretagne Handball |                 | CSKA Moscou             |
|      | Isabelle Gulldén       |        | Brest Bretagne Handball |                 | Vipers Kristiansand     |
|      | Noémi Háfra            |        | Ferencváros TC          |                 | Győri ETO KC            |
|      | Emilie Hegh Arntzen    |        | Vipers Kristiansand     |                 | CSM Bucarest            |
|      | Manon Houette          |        | Metz Handball           |                 | Bourg-de-Péage          |
|      | Aïssatou Kouyaté       |        | ES Besançon             |                 | Brest Bretagne Handball |
|      | Andrea Lekić           |        | Budućnost Podgorica     |                 | RK Krim                 |
|      | Gnonsiane Niombla      |        | Siófok KC               |                 | Paris 92                |
|      | Bruna de Paula         |        | Nantes Atlantique HB    |                 | Metz Handball           |
|      | Allison Pineau         |        | Budućnost Podgorica     |                 | RK Krim                 |
|      | Crina Pintea           |        | CSM Bucarest            |                 | Győri ETO KC            |
|      | Henny Reistad          |        | Vipers Kristiansand     |                 | Team Esbjerg            |
|      | Ryu Eun-hee            |        | Busan Bisco             |                 | Győri ETO KC            |
|      | Marie-Hélène Sajka     |        | Metz Handball           |                 | Paris 92                |
|      | Nadine Schatzl         |        | Ferencváros TC          |                 | Győri ETO KC            |
|      | Tjaša Stanko           |        | Metz Handball           |                 | RK Krim                 |
|      | Carin Strömberg        |        | Viborg HK               |                 | Neptunes de Nantes      |
|      | Linn Jørum Sulland     |        | Vipers Kristiansand     | fin de carrière | fin de carrière         |
|      | Chloé Valentini        |        | ES Besançon             |                 | Metz Handball           |
|      | Tess Wester            |        | Odense Håndbold         |                 | CSM Bucarest            |

## Décès
- 21 février : décès à 59 ans de Zlatko Saračević, handballeur yougoslave puis croate ;
- 26 février : décès à 32 ans de Alfredo Quintana, handballeur cubain puis portugais ;
- 10 mars : décès à 72 ans de Henryk Rozmiarek, handballeur polonais ;
- 23 avril : décès à 97 ans de Marcel Gaudion, pionnier du handball français ;
- 12 octobre : décès à 38 ans de Julija Nikolić, handballeuse soviétique puis ukrainienne et ensuite macédonienne.